# Prémierfait
Prémierfait é uma comuna francesa na região administrativa de Grande Leste, no departamento de Aube. Estende-se por uma área de 14,79 km². Em 2010 a comuna tinha 90 habitantes (densidade: 6,1 hab./km²).